# Organizacja na rzecz Arabskiej Walki Zbrojnej
Organizacja na rzecz Arabskiej Walki Zbrojnej (ang. Organization of the Armed Arab Struggle, OAAS; arab. ‏Munathamat an-Nidal al-Musallah‎) – międzynarodowa organizacja terrorystyczna.

## Nazwa
Posługiwała się też nazwami Międzynarodowa Frakcja Komórek Rewolucyjnych i Ramię Rewolucji Arabskiej.

## Historia
Wyrosła z zagranicznej siatki LFWP (tzw. Operacje Specjalne), założonej przez Mohammeda Boudię (palestyński intelektualista, dyrektor Theatre de 1'Ouest w Paryżu) dla współpracy z ekstremistycznymi grupami w Europie. Po śmierci Boudii (zabitego przez szwadron śmierci Mosadu w czerwcu 1973 roku) na czele grupy stanął Ilich Ramírez Sánchez („Carlos"). Co najmniej od 1978 roku grupa Carlosa działała niezależnie. Odpowiedzialna za akcje takie jak zranienie proizraelskiego biznesmena w grudniu 1973 roku w Londynie, zamachy bombowe na proizraelskie redakcje w sierpniu 1974 roku, atak na samoloty izraelskie na lotnisku Orly w styczniu 1975 roku, porwanie 11 ministrów na konferencji OPEC w Wiedniu w grudniu 1975 roku, zamach na ekspres Paryż-Tuluza (5 zabitych) w 1982 roku, szereg ataków na obiekty francuskie (centrum kulturalne w Berlinie Zachodnim, instytucje w Bejrucie i Trypolisie, pociągi i dworce kolejowe we Francji) w 1983 roku. Po 1984 roku nie przeprowadziła żadnych akcji terrorystycznych.

## Wsparcie zagraniczne
Jej siedziba znajdowała się w Syrii. Sponsorami formacji była Libia i Ludowy Front Wyzwolenia Palestyny. Współpracowała z Czarnym Wrześniem, Japońską Armią Czerwoną, Ruchem 2 Czerwca oraz organizacjami włoskimi i tureckimi.

## Ideologia
Jak sama twierdziła, uprawiała terroryzm celem wsparcia arabskich ruchów rewolucyjnych.